# CEDUR

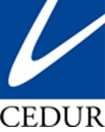
Logo Centrum Edukacji dla Uczestników Rynku

Centrum Edukacji dla Uczestników Rynku (CEDUR) – inicjatywa szkoleniowa Komisji Nadzoru Finansowego mająca na celu edukację uczestników rynku finansowego w Polsce. W latach 2008–2013 w ramach projektu CEDUR, w 276 bezpłatnych warsztatach i seminariach, udział wzięło 18,6 tys. słuchaczy.
Podstawową formą działalności CEDUR są konferencje i seminaria szkoleniowe adresowane do następujących grup odbiorców:
- profesjonalni uczestnicy rynku finansowego (przedstawiciele podmiotów nadzorowanych przez KNF),
- nieprofesjonalni uczestnicy rynku finansowego, w szczególności: sędziowie i prokuratorzy, przedstawiciele organów ścigania, notariusze, miejscy i powiatowi rzecznicy konsumentów.